# Памятный комплекс ракеты-носителя «Союз»

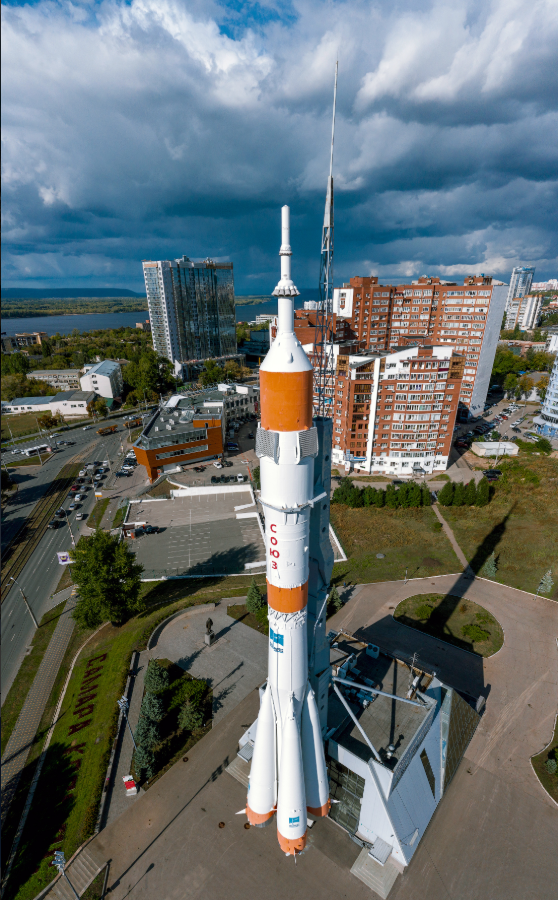
Монумент ракета-носитель «Союз» музейно-выставочного центра «Самара Космическая»

Не путать с музеем авиации и космонавтики имени С. П. Королева, также расположенным в Самаре
Монумент ракета-носитель «Союз» музейно-выставочного центра «Самара Космическая» установлен в Самаре на проспекте Ленина, на площади Козлова около станции метро «Российская» в честь юбилея полёта Юрия Гагарина в космос и ракеты Р-7 11A511 (Союз), выпускаемой в Самаре с 1958 года на предприятии ЦСКБ-Прогресс. В едином комплексе с ракетой-памятником расположен музей «Самара космическая» с постоянной экспозицей и временными выставками.

## Конструкция
Памятник представляет собой настоящую ракету Р-7, удерживающую конструкцию и металлическое здание. Высота ракеты вместе с зданием — 68 метров, вес — 20 тонн. Удерживающая конструкция весит 53 тонны. Установленный экземпляр ракеты был изготовлен в 1984 году куйбышевским заводом «Прогресс» как образец для тренировки боевых расчётов на космодроме Плесецк. В 1999 году ракету, уже выработавшую свой ресурс, подарили РКЦ «ЦСКБ-Прогресс» в честь 40-летнего юбилея предприятия, который переделал её под макет, с ракеты сняли всё оборудование и укрепили болтами, которых только на баки пошло около 13 тысяч. Кроме того, ракета была перекрашена в белый цвет, а часть обтекателя космического корабля — в оранжевый. Оригинальный цвет баков ракеты — серый («шаровый»), белой ракета при запуске выглядит от инея, покрывающего баки жидкого кислорода. Комплекс монумента и музейного здания представляет собой единое архитектурное решение, ставшее одним из самых удачных в городе за последние годы (проект архитекторов В. Н. Чичерина, А. Ф. Темникова, В. И. Жукова).

## История создания
Открытие монумента состоялось в 11 утра 1 октября 2001 года. На церемонию были приглашены губернатор Самарской области Титов, генеральный конструктор «ЦСКБ-Прогресс» Д. И. Козлов, представители Росавиакосмоса, полигонов Байконур, Плесецк.
7 июля 2007 года возле памятника была разбита «Аллея любви».
Официальное открытие музея «Самара космическая» состоялось 12 апреля 2007. И уже в первый год работы музей стал победителем конкурса департамента по развитию туризма «Туристический бренд Самарской области».
24 февраля 2010 года площади перед памятником присвоено имя Д. И. Козлова, легендарного генерального конструктора ЦСКБ-«Прогресс», которому в 2019 году на этой же площади открыли памятник.

## Факты
Это пятый по счёту памятник ракете-носителю Р-7. Предыдущие монументы и памятники ракете-носителю Р-7 были воздвигнуты:
- в Москве на ВДНХ в 1969 году (использован полноразмерный макет, изготовленной для показа на парижском авиасалоне в Ле-Бурже в 1967 году);
- в подмосковном городе Королёв при въезде в город на Ярославском шоссе.
- в Калуге на территории Государственного музея истории космонавтики имени К. Э. Циолковского в 1973 году;
- в городе Ленинск (ныне Байконур) в 1981 году.

## Галерея

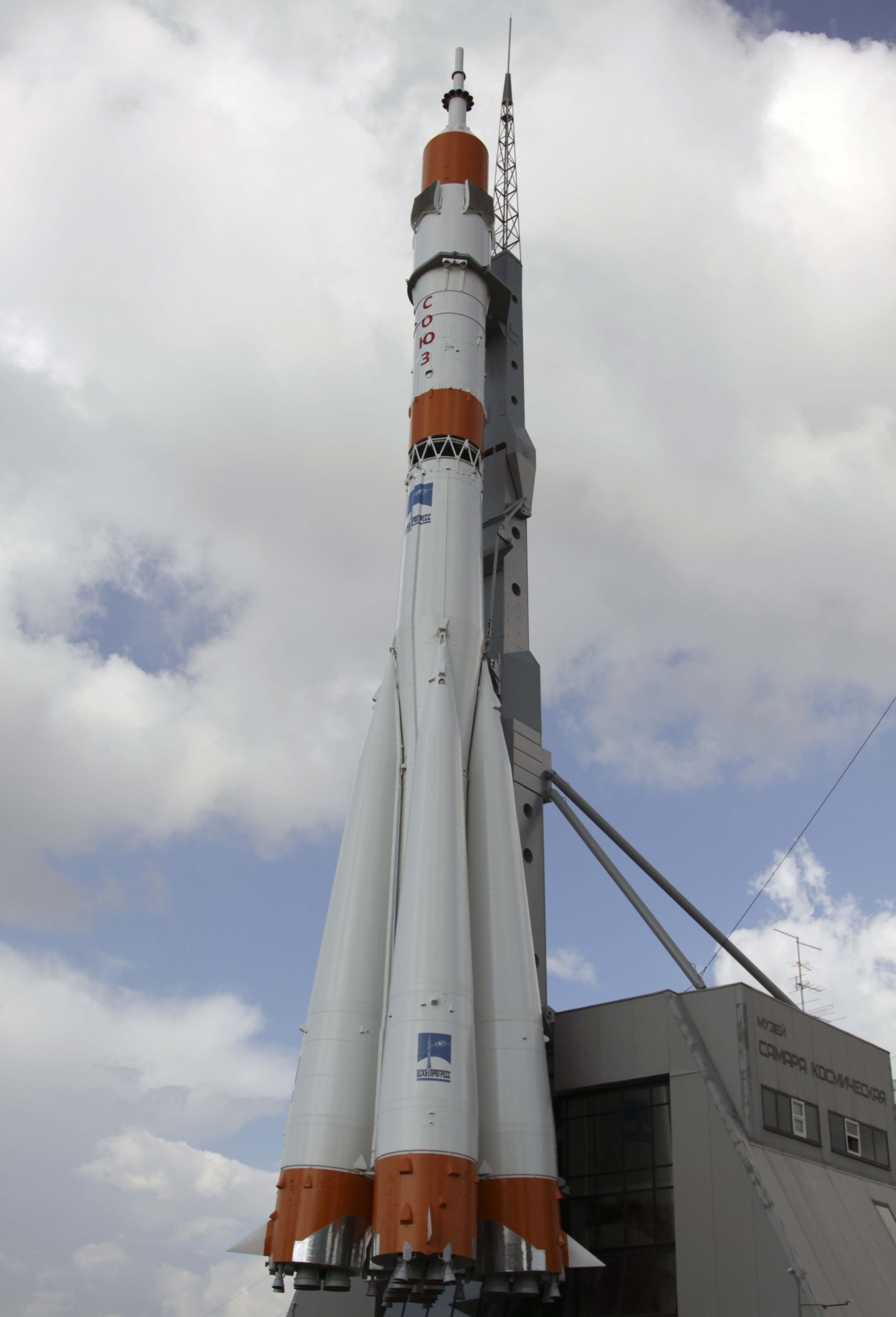
Музей «Самара Космическая»
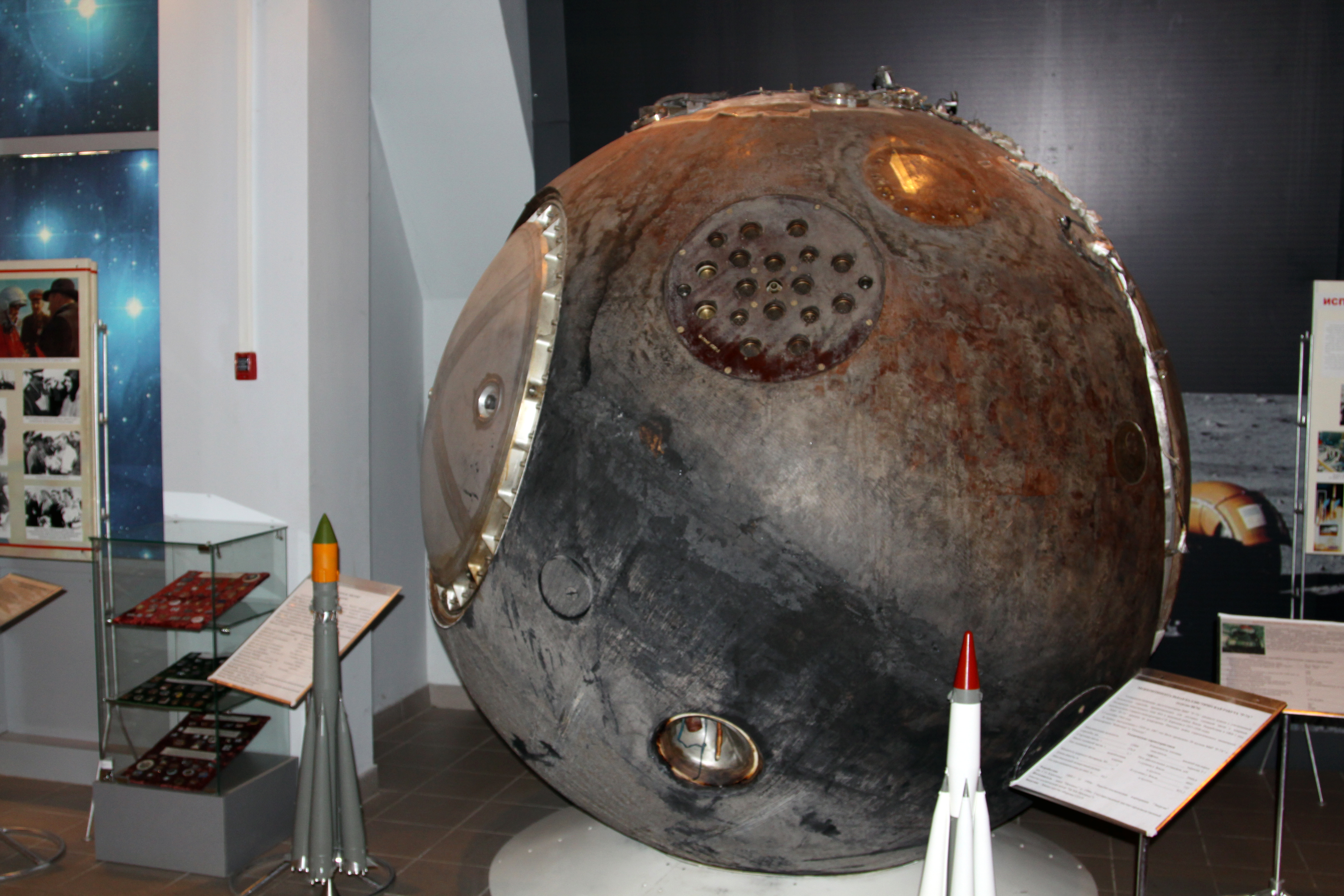
Экспонат в музее «Самара Космическая»
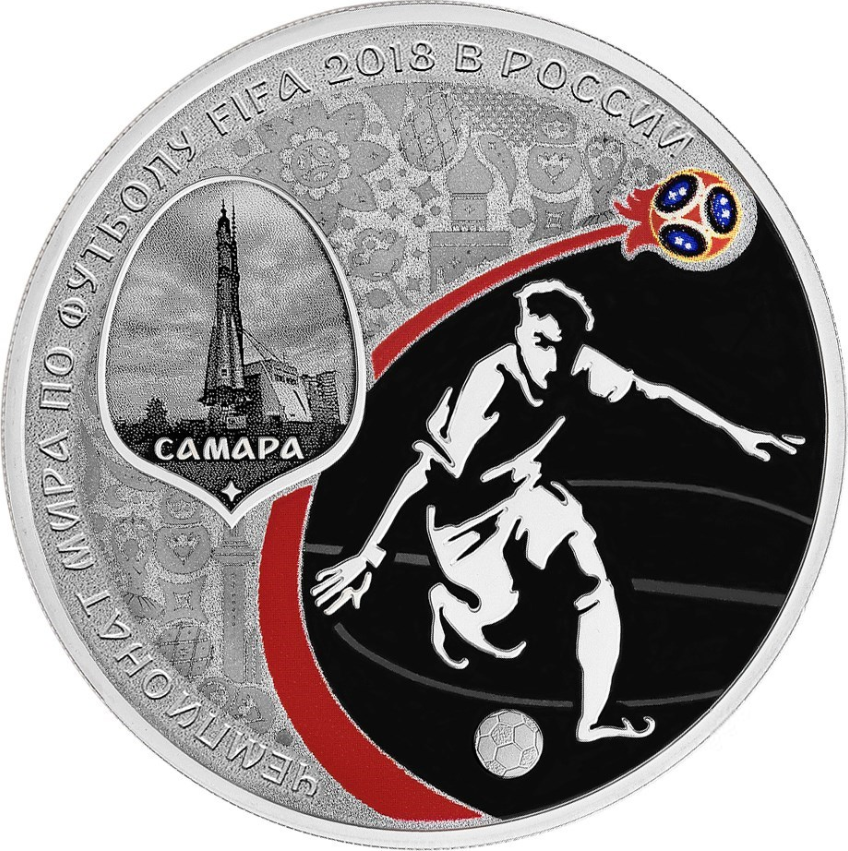
Изображение на монете